# جوان مارش
خوان مارك ، جوان مارش أو خوان مارش (بالكتلانية: Joan March i Ordinas) (مواليد 4 أكتوبر 1880، سانتا مارغريتا - توفي 10 مارس 1962، مدريد) رجل أعمال ومصرفي إسباني.
انتقل من التَّكَسُّبَ في الْماشية إلى تهريب السجائر، من المغرب والجزائر إلى جزر البليار والموانئ الإسبانية في ساحل البحر الأبيض المتوسط. كان عمره 33 سنة عندما اندلع صراع الحرب العالمية الأولى، تحولت إلى فرصة لتأسيس امبراطوريته الاقتصادية، حيث قام بتموين الغواصات النمساوية. وعقد صفقة سلاح كبيرة مع المجاهد عبد الكريم الخطابي.
كان تمويله لانقلاب 1936، أمرا حاسما في إطاحة حكومة الجمهورية الإسبانية الثانية. وكانت له علاقات وثيقة مع الحلفاء والألمان خلال الحرب العالمية الثانية، واعتبر دوره كعميل مزدوج: يُبلغ البريطانيين عن مواقع الغواصات الألمانية، ويُبلغ الألمان عن مواقع سفن الحلفاء. كما كلفته بريطانيا بتحييد الجيش الإسباني كي لا ينضم للصفوف النازية، وذلك بدفع أموال طائلة للجنرالات على شكل رشاوي، كي يقنعوا فرانكو بعدم المشاركة.
أصبح خلال تلك الفترة سادس أغنى رجل في العالم والأكثر ثراء في إسبانيا، بفضل احتكاره للنقل البحري والنفط والتبغ.

## مسيرته
ولد وسط عائلة من الفلاحين في سانتا مارغريتا في جزيرة مايورقة، وكان أسلافه يتاجرون في الدقيق، وبعدها في الثوم قبل أن يبدأوا يتكَسبون في الْمَاشِيَةِ، وبالخصوص في الخنازير. دخل خوان لدراسة التجارة في مدرسة فرنسيسكانية بونت دي الإنكا، لكنه طرد من المدرسة وهو في الخامسة عشر من عمره.
كانت بداية أعماله المتاجرة بالخنازير، استمرارا في حرفة والده، وكان نشاطه هذا متزامنا مع العمل المصرفي في البيت بشكل مرخص. اختلس 1500 بيزيتا سنة 1897، الأمر الذي لم يغفره له والده أبدا، خصوصا بعد تركه المدرسة. رغم ذلك أهداه بيتا بعد زواجه من ليونور سيرفيرا ميليس (1887-1957)، وهي ابنة سياسي ومصرفي من مدينة ماناكور، نتج عن هذا الزواج خوان مارش سيرفيرا (1906-1973)، الذي سيصبح رئيسا لمؤسسة خوان مارش وبارتولومي مارش سيرفيرا (1917-1998).

### توسع أعماله
الأرباح المتراكمة جعلته يقدم على شراء ملكية أراضي الأرستقراطية المايورقية المفلسة (botifleurs). بعد ذلك دخل عالم التهريب، بشراء المنتجات من المغرب والجزائر وجبل طارق وتفريغها في ساحل بلنسية لبيعها في باقي إسبانيا. وكان رئيس الاستخبارات البريطانية في جبل طارق خلال الحرب العظمى، الرائد تشارلز تورتون، يصفه «قرصاني خوان مارش».
في عام 1906 انخرط في إنتاج السجائر، بعد شرائه جزء من مصنع للسجائر في الجزائر. وفي عام 1911 حصل من الشركة المغربية للكيف والتبغ وهي شركة متعددة الجنسيات برساميل فرنسية، على حقوق احتكار المتاجرة بالسجائر في المغرب الأسباني. لكنه لم يحصل على رخصة البيع في سبتة ومليلية، كونهما مدينتين إسبانتيان، فحاول اقناع دار الضريبة الإسبانية بعدة طرق، بما فيها الرشاوي. كما شارك خوان مارك في إنتاج الكهرباء في جزر البليار، حيث حصل أيضا على أسهم شركة السكك الحديدية بالما دي مايوركا وجزر الكناري.
خلال الحرب العالمية الأولى (1915) تورط خوان مارش في حادث دولي، بعد تموينه وامداده للغواصات النمساوية العاملة في غرب البحر المتوسط، التي كانت مختبئة في جزيرة كابريرا مقابل سافيل، وهي مزرعته على ساحل مايوركا. كلَّفَ هذا الحادث خسارة خوان مارش لملكياته في تلك الجزيرة، حيث تم، بناء على طلب من اللورد البريطاني الأول للقوات البحرية ونستون تشرشل، مصادرة فورية للجزيرة من قبل الجيش الإسباني.
في عام 1916 أنشأ شركة تراسميديتيرانيا، برأسمال قدره مائة مليون بيزيتا، متكونة من أسطول للسفن، سيطر على المواصلات بين المغرب والبليار، كما احتكر المساحلة في شرق إسبانيا (ليفانتي).
في عام 1926 أسس بنك مارش من أجل تمويل جزء من أعماله. وقبل ذلك بثلاث سنوات، أي في أبريل 1923، انتخب عضوا في مجلس النواب ممثلا مايورقة. وفي عام 1927، تحقق حلمه أخيرا: الحصول على احتكار بيع التبغ في سبتة ومليلية.
وذلك بعد صدور مرسوم ملكي من وزارة المالية بتاريخ 2 أغسطس 1927 الموقع في سانتاندر من لدن الملك والوزير خوسيه كالفو سوتيلو.
في أنشطته التجارية المتعلقة بالحرب كتموين الغواصات، قام خوان مارش ببيع الآلاف من بنادق ماوزر 98 وملايين الطلقات النارية من عيار (7.92 × 57) للزعيم عبد الكريم الخطابي، الذي كان يشن حملة جهادية في شمال المغرب ضد الجيش الأسباني. نتيجة لهذه الغامرات، وصفه فرانسيسك كامبو بانه «آخر قرصان البحر المتوسط».
كما أنشأ العديد من الجرائد، ذات توجهات يسارية ويمينية، حيث لم يكن ينتمي لأي أيدولوجية معينة، وإنما كان الربح المادي أكبر همه.
شيد خوان مارش «فيلا مونوبوليو» كمصنع لإنتاج التبغ، المبنى الذي صنفته مؤخرا وزارة الثقافة المغربية من ثرات طنجة.
كان كبير عائلة غاراو، جوزيب غاراو، شريكه في تهريب السجائر في الجزائر. وبعد أن اكتشف جوان مارش أن زوجته على علاقة غرامية مع رافائيل، أحد أبناء جوزيب غاراو، من خلال عثوره على مجوهرات مهداة لزوجته، ثار جوان مارش وصرخ حتى علم كل أهل القرية بالفضيحة، ولم يعد منذ ذلك الوقت لسانتا مارغاريتا، كما انقطعت زوجته للعبادة. وتم العثور لاحقا على رافائيل مقتولا طعنا بالسكين، لكن التحقيقات العديدة والمتكررة لم تستطع اتباث تورط جوان مارش.
زادت قوته ونفوذه في ظل الحكومات المتعاقبة خلال فترة حكم الملك ألفونسو الثالث عشر، بفضل علاقته مع الدكتاتور ميغيل بريمو دي ريفيرا.

### الجمهورية الإسبانية الثانية
| جوان مارش | "إما نقضي على خوان مارش أو خوان مارش سيقضي على الجمهورية". وزير المالية في الجمهورية الإسبانية الثانية. | جوان مارش |

بعد إعلان الجمهورية الإسبانية الثانية سنة 1931، تم اعتقاله وسلبت منه الكثير من الامتيازات التي حصل عليها، مثل احتكار تجارة السجائر، وأسطوله في تراسميديتيرانيا، الذي تم تغيير أسماء سفنه من أسماء ملوك وأمراء إسبانيا إلى أسماء مطابقة مع الفكر الجمهوري. ووجهت إليه تهمة التعاون مع الديكتاتورية والتهريب. وتم سجنه في يونيو حزيران 1932 في سجن موديلو في مدريد، بتهمة القيام بأنشطة تجارية غير مشروعة.
وفي عام 1933، تم نقله إلى سجن في ألكالا دي إيناريس، الذي هرب منه عن طريق إغراء ضابط بالرشاوي وهو يوخينيو فارغاس الذي عين بعد سنوات في منصب كبير في مؤسسة السجون في نظام فرانكو. وقد أثرت عملية الهروب تأثيرا سيئا على مكانة حكومة مارتينيز باريو المؤقتة آنذاك. وتوجه إلى جبل طارق بعد هروبه، ومن هناك ذهب إلى مارسيليا، ليتوجه إلى باريس. أثار خبر هروبه ووصوله إلى العاصمة الفرنسية اهتمام الصحافة الأوروبية والأمريكية، حيث استدعاهم وبيَّنَ دوافع هروبه، واتهم كبار المسؤولين الإسبان من اليمين واليسار بالفساد وبقبول رشاوي منه.

### الحرب الأهلية
من أجل تمويل الانقلاب، الذي ستنتج عنه الحرب الأهلية، قام خوان مارش بعدة مقابلات في بياريتز. تطرقت تلك المفاوضات لتأمين مستقبل المتورطين في الانقلاب في حال فشله. لا توجد دلائل، لكن من المفترض أن جوان مارش أعطى بعض الضمانات من ثروته.
في فبراير عام 1936 انتخاب نائبا برلمانيا من جديد. وتحول مارش واحدا من الممولين الرئيسيين لانقلاب 1936. وكان هو من دفع ثمن إيجار طائرة دراغون رابيد، التي نقلت الجنرال فرانكو من جزر الكناري إلى المغرب لقيادة الجيش. ومن خلال نفوذه، استطاع المتمردين اقناع الكثير من العسكريين المترددين. كما مول جوان مارش أول جسر جوي عسكري في التاريخ، عندما تم نقل الجنود المغاربة إلى اشبيلية من خلال طائرات جونكرس جو 52 الألمانية، وتمكن هؤلاء الجنود الوصول لأبواب مدريد في وقت قياسي، بعد تمشيطهم جنوب إسبانيا في أيام.

### الحرب العالمية الثانية
باندلاع الحرب العالمية الثانية سيطر جوان مارش على سوق إمدادات الوقود والغذاء للجيوش في المنطقة. كما كان يبيع الاسلحة إلى المجاهدين في المغرب الموالين لألمانيا والمعادين للمستعمر الفرنسي.
من أجل تحييد إسبانيا في الحرب العالمية الثانية، قامت بريطانيا بالتخطيط بإشراك سفير بريطانيا في مدريد السير صامويل هور والملحق البحري الكابتن ألن هيلغارث من أجل تقديم رشاوي لليمين الإسباني، خصوصا الجنرالات، وهذه الخطة كانت من بنات أفكار جوان مارش. ففي سنة 1941 خصصت بريطانيا مبلغ 10 ملايين دولار (قيمتها الحالية 200 مليون دولار) محتفظ بها في حساب بمصرف أميركي لأشخاص في إسبانيا، وذلك من خلال المصرفي جوان مارش.

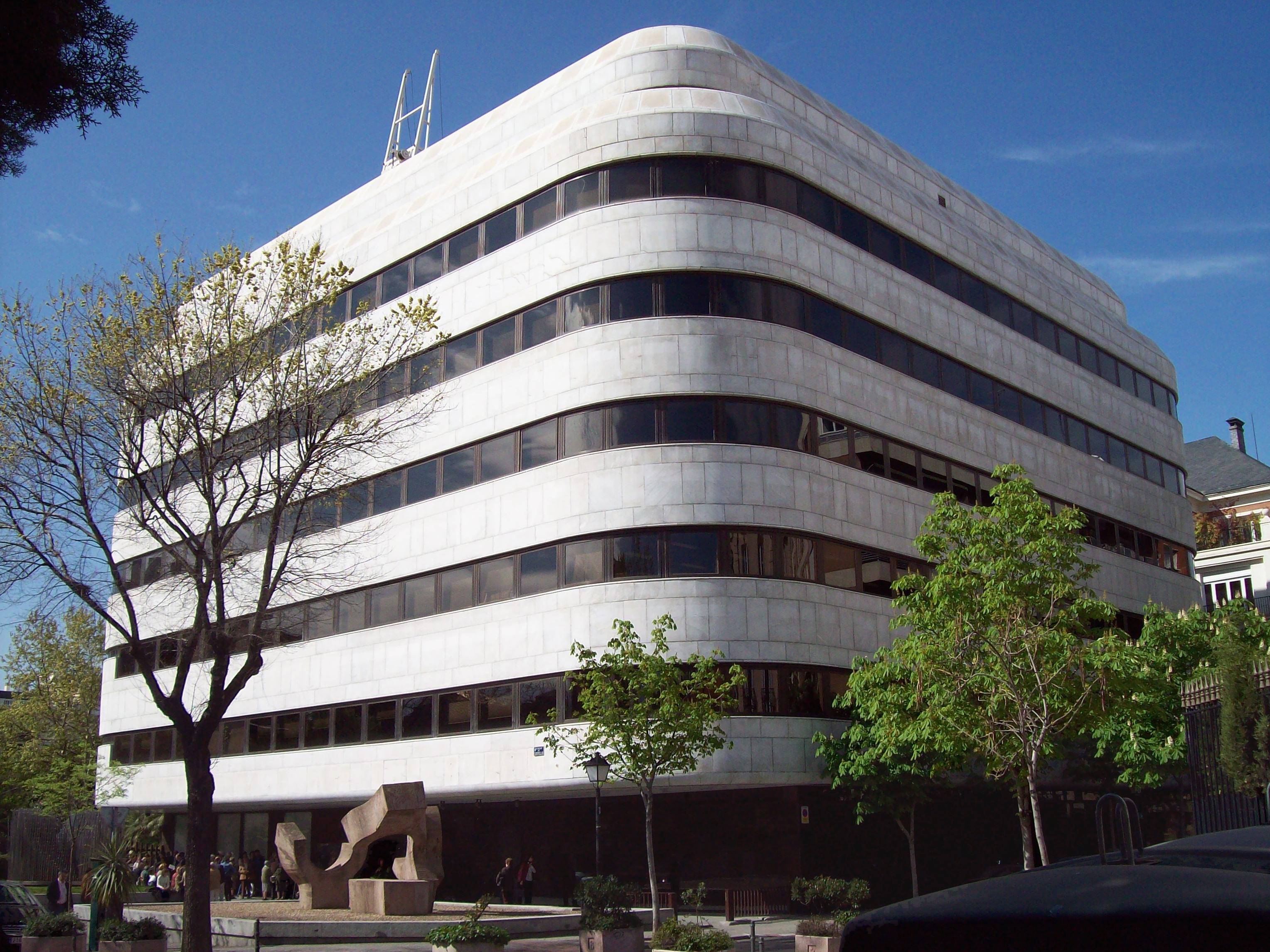
مبنى مؤسسة خوان مارش، مدريد.

وفي أكتوبر 1941 أفرجت الحكومة الأميركية عن المبلغ، بتزكية من ونستون تشرشل. لم يفصح البريطانيين حتى تلك اللحظة بالكثير للولايات المتحدة عن خططهم، لأن نشاطات خوان مارك لم تعتبر قانونية، والولايات المتحدة لم تكن مقتنعة بعد في دخول الحرب ضد هتلر. وكان مكتب التحقيقات الفيدرالي الأمريكي قد طالب السلطات البريطانية بمعلومات عن جوان مارش، إلا أن بريطانيا كانت حريصة على عدم كشف الكثير للأمريكيين.
بسبب علاقة جوان مارش الوثيقة مع فيلهلم كاناريس، رئيس الاستخبارات العسكرية الألمانية، يعتقد المؤرخين أن القيادة العليا الألمانية كانت على علم بهذه التحركات، ويمكن فهم عمله هذا كنوع من تحقيق التوازن، وليس نوع من الخيانة.
وفي ظل دكتاتورية فرانكو، قام جوان مارش بالعديد من المعاملات المالية من العيار الثقيل مثل شراء شركة برشلونة تراكشيون (Barcelona Traction)، التي أسس بعدها فيكسا (FECSA) وهي شركة كهرباية كتلانية. فاشتهر باسم «مصرفي فرانكو».
في 4 نوفمبر 1955 قام بتأسيس مؤسسة خوان مارش، التي لا تزال فعالة إلى يومنا هذا، تقوم بدعم الأنشطة الثقافية والعلمية.
توفي خوان مارش في 10 مارس 1962 متأثرا بجروح أصيب بها في حادث سيارة يوم 25 فبراير 1962 في لاس روزاس (مدريد).

### استخراج جثته
في مارس 2013 تمكنت امرأة، آنا ماريا غايارت فرنانديز، ادعت أنها ابنته، من الحصول على موافقة من المحكمة لاستخراج جثة خوان مارش لمقارنة حمضه النووي.
في يونيو 2013 أظهر التقرير الأولي للعينات البيولوجية المستخرجة من ضريح العائلة في مقبرة في بالما دي مايوركا، كشفت أن فرنانديز قد تكون ابنة أحد أفراد العائلة المباشرين لرجل الأعمال، على الأرجح من أحد ابنيه، خوان أو بارطولومي، الذين ماتوا أيضا. في هذه الحالة، سيكون خوان مارش جد آنا ماريا غايارت . وفي سبمتبر 2013 سحب محامي هذه المرأة دعوى الأبوة بعد أن أجريت اختبارات إضافية للحمض النووي تبين أن الاحتمال ضعيف.

## روابط خارجية
- جوان مارش على موقع مونزينجر (الألمانية)